# Irske grevskaber
Øen Irland består af 32 traditionelle grevskaber (engelsk: counties), der er underinddelinger af øens fire provinser. Grevskaberne er basis for lokalstyret i Republikken Irland, men bruges ikke længere i Nordirland, der i stedet har distrikter. Siden grevskabernes grænser har været stabile i hundredvis af år, identificerer folk sig efter hvilket grevskab de er fra, og mange ting i Irland er organiseret efter grevskaberne. For eksempel er hvert grevskab repræsenteret i the Gaelic Athletic Association, der er ledelsesorgan for gælisk fodbold.
Størstedelen af Irlands grevskaber blev skabt i løbet af høj- og senmiddelalderen af det engelske styre i Irland (se bl.a. Kongeriget Irland), modelleret efter de engelske grevskaber. Siden øens opdeling i det uafhængige Republikken Irland og det britiske Nordirland i 1922, har der været 26 grevskaber i Republikken og 6 i Nordirland. Af denne grund kalder irske nationalister også de to lande henholdsvis "the twenty-six counties" og "the six counties", hvorimod et hypotetisk forenet Irland (en) kaldes "the thirty-two counties". Modsat i resten af den engelsktalende verden bruges ordet "county" før grevskabets navn i stedet for efter (en undtagelse til dette er County Durham i England).

## Liste
Venstre kolonne i nedenstående tabel viser grevskabets placering på kortet til højre. Grevskaber markeret i lyserød indgår i Nordirland, mens grevskaber markeret i grøn indgår i Republikken Irland.
| Nr. på kort | Grevskab           | County town        | Provins  |
| ----------- | ------------------ | ------------------ | -------- |
| 1           | County Fermanagh   | Enniskillen        | Ulster   |
| 2           | County Tyrone      | Omagh              | Ulster   |
| 3           | County Londonderry | Coleraine          | Ulster   |
| 4           | County Antrim      | Ballymena          | Ulster   |
| 5           | County Down        | Downpatrick        | Ulster   |
| 6           | County Armagh      | Armagh             | Ulster   |
| 1           | County Dublin      | Dublin             | Leinster |
| 2           | County Wicklow     | Wicklow            | Leinster |
| 3           | County Wexford     | Wexford            | Leinster |
| 4           | County Carlow      | Carlow             | Leinster |
| 5           | County Kildare     | Naas               | Leinster |
| 6           | County Meath       | Navan              | Leinster |
| 7           | County Louth       | Dundalk            | Leinster |
| 8           | County Monaghan    | Monaghan           | Ulster   |
| 9           | County Cavan       | Cavan              | Ulster   |
| 10          | County Longford    | Longford           | Leinster |
| 11          | County Westmeath   | Mullingar          | Leinster |
| 12          | County Offaly      | Tullamore          | Leinster |
| 13          | County Laois       | Portlaoise         | Leinster |
| 14          | County Kilkenny    | Kilkenny           | Leinster |
| 15          | County Waterford   | Waterford          | Munster  |
| 16          | County Cork        | Cork               | Munster  |
| 17          | County Kerry       | Tralee             | Munster  |
| 18          | County Limerick    | Limerick           | Munster  |
| 19          | County Tipperary   | Nenagh             | Munster  |
| 20          | County Clare       | Ennis              | Munster  |
| 21          | County Galway      | Galway             | Connacht |
| 22          | County Mayo        | Castlebar          | Connacht |
| 23          | County Roscommon   | Roscommon          | Connacht |
| 24          | County Sligo       | Sligo              | Connacht |
| 25          | County Leitrim     | Carrick-on-Shannon | Connacht |
| 26          | County Donegal     | Letterkenny        | Ulster   |

## Administrative grevskaber
Republikken Irland er inddelt i 31 administrative grevskaber, kaldet enten "county councils", "city councils", eller "city and county councils". De har blandt andet ansvar for lokalplanlægning, vedligeholdelse af veje, vandforsyning, brandvæsenet, og akutberedskabet. De administrative grevskaber svarer nogenlunde til de 26 historiske grevskaber, men med visse ændringer: Byerne Cork og Galway har by-status og er adskilt fra deres respektive grevskaber, hvilket Limerick og Waterford også var indtil 2014. County Tipperary var fra 1898 og indtil 2014 inddelt i to ridings (en), kaldet North Tipperary og South Tipperary. County Dublin udgjorde ét administrativt grevskab indtil 1994, hvor det blev delt i fire:
1. Dublin City (der har status af by)
2. Dún Laoghaire–Rathdown
3. Fingal
4. South Dublin

Nordirland brugte også sine 6 grevskaber, og desuden byerne Belfast og Londonderry der havde borough-status, som administrative enheder indtil 1973, hvor man gik over til distrikter der kun delvist var baseret på grevskabernes grænser. Siden 2015 har der været 11 distrikter i Nordirland, der ofte inkluderer dele af flere gamle grevskaber.